# Веном: Космический рыцарь
«Веном: Космический рыцарь» (англ. Venom: Space Knight) — серия комиксов, которую в 2015—2016 годах издавала компания Marvel Comics.

## Синопсис
Серия повествует о Флэше Томпсоне, ставшем Веномом, который отправляется на космические задания.

### Выпуски
| №  | Дата выхода      | Оценка на Comic Book Roundup    | Предполагаемый объём продаж (первый месяц) |
| -- | ---------------- | ------------------------------- | ------------------------------------------ |
| 1  | 25 ноября 2015   | 6,7 из 10 на основе 16 рецензий | 59 151, позиция в Северной Америке — 29    |
| 2  | 23 декабря 2015  | 7,1 из 10 на основе 3 рецензий  | 32 210, позиция в Северной Америке — 79    |
| 3  | 27 января 2016   | 7 из 10 на основе 2 рецензий    | 25 770, позиция в Северной Америке — 79    |
| 4  | 24 февраля 2016  | 7 из 10 на основе 1 рецензии    | 21 545, позиция в Северной Америке — 96    |
| 5  | 23 марта 2016    | 7,2 из 10 на основе 2 рецензий  | 18 807, позиция в Северной Америке — 104   |
| 6  | 27 апреля 2016   | 4 из 10 на основе 1 рецензии    | 17 894, позиция в Северной Америке — 116   |
| 7  | 11 мая 2016      | 8 из 10 на основе 1 рецензии    | 17 370, позиция в Северной Америке — 114   |
| 8  | 8 июня 2016      | н/д                             | 16 658, позиция в Северной Америке — 132   |
| 9  | 29 июня 2016     | 8,6 из 10 на основе 1 рецензии  | 16 006, позиция в Северной Америке — 138   |
| 10 | 27 июля 2016     | 8,5 из 10 на основе 1 рецензии  | 15 650, позиция в Северной Америке — 147   |
| 11 | 24 августа 2016  | 9,2 из 10 на основе 2 рецензий  | 17 548, позиция в Северной Америке — 141   |
| 12 | 21 сентября 2016 | 8,5 из 10 на основе 2 рецензий  | 16 193, позиция в Северной Америке — 133   |
| 13 | 26 октября 2016  | 8,5 из 10 на основе 1 рецензий  | 14 577, позиция в Северной Америке — 162   |

### Сборники
| Название                    | Тип            | Дата выхода    | Собранный материал        | Кол-во страниц | ISBN                       | Предполагаемый объём продаж (первый месяц) |
| --------------------------- | -------------- | -------------- | ------------------------- | -------------- | -------------------------- | ------------------------------------------ |
| Vol. 1: Agent of the Cosmos | Мягкая обложка | 29 июня 2016   | Venom: Space Knight #1-6  | 136            | 978-0785196549, 0785196544 | 1 650, позиция в Северной Америке — 68     |
| Vol. 2: Enemies And Allies  | Мягкая обложка | 30 ноября 2016 | Venom: Space Knight #7-13 | 160            | 978-0785196556, 0785196552 | 1 179, позиция в Северной Америке — 92     |

## Отзывы
На сайте Comic Book Roundup серия имеет оценку 7,5 из 10 на основе 33 рецензий. Джесс Шедин из IGN дал первому выпуску 7,1 балла из 10 и отметил, что комикс «полон экшна и веселья, но ему не хватает глубины». Рецензент из Comic Book Resources написал, что серия «стартовала непросто», посчитав, что «ей нужен лучший повод, чем „Веном теперь герой“ или „Веном в открытом космосе“», чтобы читатели покупали комикс дальше второго выпуска. Чейз Магнетт из ComicBook.com дал дебюту оценку «D» и сказал, что «каким-то образом этот комикс превратил сверхмощное космическое приключение в утомительное занятие». Оскар Малтби из Newsarama оценил первый выпуск в 5 баллов из 10 и подчеркнул, что «визуально Venom: Space Knight #1 великолепен». Его коллега Лэн Питтс дал дебюту оценку 8 из 10 и пошутил, что «раньше [только] Флэш Гордон был единственным „Флэшем“ в космосе» до этого момента. Мэт Эльфринг из Comic Vine вручил первому выпуску 3 звезды из 5 и посчитал, что «в целом комикс неплохой, но не оправдал ожиданий». Крис Гэлвин из ComicsVerse писал, что «этот первый выпуск является самостоятельным выпуском и даёт вам всё, что вам нужно знать, а также содержит атрибуты приключенческого боевика в космосе».